# 乌古论长寿
乌古论长寿（12世纪？—1218年），金朝将领，女真族。本姓包氏，臨洮府第五将突门族人。
他是包永的儿子。袭父职，为本族都管。金章宗泰和年间，充任绯翮翅军千户，随军伐南宋，攻取祐州、宕昌、辛城子，以功进官二阶。金宣宗贞祐元年（1213年），因西夏攻会州（今甘肃靖远县），他署任征行万户，升副统，与夏军在窄土峡作战，先登陷阵，战于东关堡，以其功劳，署任都统，兼安定、定西、保川、西宁军马都弹压。遥授同知陇州防御使，世袭本族都巡检。贞祐三年（1215年），赐姓乌古论。攻兰州程陈僧，为先锋都统。夏军围临洮，他扼守渭源堡，前往救援。以功升为宣武将军，遥授通远军节度副使。招降诸蕃族。升任怀远大将军、提控。兴定元年（1217年），在陇西抗拒西夏军，升任平凉府治中，兼节度副使，充宣差巩州规措官。遥授同知凤翔府事，兼同知通远军节度事。兴定二年（1218年），升任同知临洮府事。领兵攻南宋，荔川寨、宕昌县、西和州几次战役，屡败宋兵，攻城拔寨，获马牛羊及器械军资甚多。遥授陇安军节度使，升总领都提控，改通远军节度使。固守定西城，尽忠国事，多次击退西夏兵，加荣禄大夫。